# هارولد لاک‌وود
هارولد لاک‌وود (انگلیسی: Harold Lockwood؛ ۱۲ آوریل ۱۸۸۷ – ۱۹ اکتبر ۱۹۱۸) یک هنرپیشه اهل ایالات متحده آمریکا بود.
از فیلم‌ها یا برنامه‌های تلویزیونی که وی در آن نقش داشته است می‌توان به نابردباری اشاره کرد.